# 823
823 (DCCCXXIII) fue un año común comenzado en jueves del calendario juliano, en vigor en aquella fecha.

## Nacimientos
- Muhammad I, emir independiente de Córdoba.
- 13 de junio - Carlos el Calvo, rey de Francia.